# Lichtlaufzeit
Die Lichtlaufzeit ist die Zeit, die das Licht zum Durchlaufen einer bestimmten Strecke benötigt. Da die Lichtgeschwindigkeit endlich und im Vakuum überall gleich ist, ist die Lichtlaufzeit gleichbedeutend mit einer Strecke, die das Licht im Vakuum in dieser Zeit durchläuft.
Lichtlaufzeiten spielen in astronomischen Dimensionen eine große Rolle. Die Lichtlaufzeit von der Sonne zur Erde beträgt etwa 8 Minuten und 20 Sekunden. Die Lichtlaufzeit vom Mond zur Erde beträgt etwa 1,3 Sekunden. Die Entfernung Erde Mond lässt sich zum Beispiel durch Bestimmung der Zeit, die ein Laserpuls von der Erde zum Mond und zurück braucht, messen (etwa 2,6 Sekunden). Auf der Mondoberfläche stehen geeignete Reflektoren für solche Experimente (→ Lunar Laser Ranging).
Die astronomische Entfernungsangabe Lichtjahr ist die Streckenlänge, die das Licht in einem Jahr zurücklegt. Die etwa 2,5 Millionen Lichtjahre entfernte Andromedagalaxie hat eine Lichtlaufzeit von ebendiesen 2,5 Millionen Jahren zur Erde.
Die Lichtlaufzeit muss auch bei der Satellitenkommunikation berücksichtigt werden. Beim GPS (Global Positioning System) wird zum Beispiel die Lichtlaufzeit zur genauen Positionsbestimmung verwendet.
Bei der Fernsteuerung von Robotersonden auf unserem Nachbarplaneten Mars bewirkt die Lichtlaufzeit von der Erde zum Mars von bestenfalls 3 Minuten, dass die Sonde kaum interaktiv gesteuert werden kann, da das Kamerasignal der Sonde erst frühestens nach 6 Minuten die Reaktion auf einen Steuerungsbefehl wiedergibt.
Vom Lichtlaufzeiteffekt wird gesprochen, wenn durch eine Ortsänderung aufgrund der Keplergesetze periodische Signale später auf der Erde ankommen. Diese Signale müssen streng periodischer Natur sein wie bei Pulsaren, Bedeckungsveränderlichen und pulsierenden Veränderlichen. Durch den Lichtlaufzeiteffekt sind die ersten Exoplaneten um den Pulsar Lich und ein dritter Begleiter C bei dem Bedeckungsveränderlichen Algol gefunden worden. Einige Entdeckungen unsichtbarer Körper aufgrund des Lichtlaufzeiteffekts stellten sich jedoch als Ungenauigkeiten in den periodischen Signalen heraus wie zum Beispiel die Entdeckung von Planeten um kataklysmische Veränderliche.